# Willi Schulz (Maler)
Willi Schulz (* 14. September 1911 in Kolberg; † 17. September 1955 in Görlitz) war ein deutscher Maler und Zeichner der Neuen Sachlichkeit in der Lausitz.

## Leben und Werk
Schulz erhielt von 1932 bis 1933 von Alexander Kanoldt eine Ausbildung in dessen Privatschule für Malerei und zeichnende Künste in Garmisch. Von 1933 bis 1938 studierte er in Berlin bei Franz Lenk, Max Kaus und Oskar Fischer. Von 1938 bis 1943 war Schulz Meisterschüler bei Kanoldt und Hans Meid an der Preußischen Akademie der Künste in Berlin und daneben von 1941 bis 1943 Dozent an der privaten Kunstschule des Westens für freie Kunst und Kunstgewerbe in der Kantstraße 154. 
Schulz war obligatorisch Mitglied der Reichskammer der bildenden Künste. Es ist jedoch lediglich 1941 seine Teilnahme an der Frühjahrsausstellung der Akademie der Künste bekannt.
1943 ging Schulz nach Görlitz. Er wohnte in der Luisenstraße 8, arbeitete freischaffend als Maler und Zeichner und betrieb eine Malschule. Zu seinen Schülern gehörten Karl-Heinz Völker und Rudi Wünsche. Stilistisch war Schulz wie sein Lehrer Kanold ein Vertreter der Neuen Sachlichkeit.
In der DDR leitete Schulz Im Kulturbund die regionale Arbeitsgemeinschaft Bildende Künstler. 
Arbeiten von Schulz befinden sich insbesondere in der Görlitzer Sammlung für Geschichte und Kultur.

## Werke (Auswahl)
- Landschaft mit Boot (vor 1948; Görlitzer Sammlung)[1]
- Nikolaifriedhof Görlitz (1949, Öl, 62 × 100 cm; Görlitzer Sammlung)
- Allee zur Landskrone (Kohlezeichnung)[2][Anm 2]
- Jauernicker Berge (Kohlezeichnung)[3][Anm 2]
- Weg mit hohen Bäumen (Kohlezeichnung)[4][Anm 2]

## Weitere Ausstellungen
- 1957: Bautzen, Kaisertrutz (Einzelausstellung mit Pastellen und Zeichnungen)
- postum 2022: Zittau, Kulturhistorisches Museum („Wege in die Abstraktion im Dreiländereck“)